# Taranis ticaonica
Taranis ticaonica é uma espécie de gastrópode do gênero Taranis, pertencente a família Raphitomidae.